# Spinosipyloidea doddi
Spinosipyloidea doddi är en insektsart som beskrevs av Jack W. Hasenpusch och Brock 2007. Spinosipyloidea doddi ingår i släktet Spinosipyloidea och familjen Diapheromeridae. Inga underarter finns listade i Catalogue of Life.